# Sarcolaena
Sarcolaena – rodzaj roślin z rodziny Sarcolaenaceae. Obejmuje 8 gatunków występujących naturalnie na terenie Madagaskaru. Do cech charakterystycznych rodzaju należy obecność zawsze dwóch zalążków w każdej z komór zalążni oraz zachowane ślady ułożenia młodych liści w pąki na ich powierzchni.

## Systematyka
Pozycja systematyczna według APweb (aktualizowany system APG III z 2009)
Jeden z dziesięciu rodzajów rodziny Sarcolaenaceae będącej taksonem siostrzanym w dwuskrzydlcowatych (Dipterocarpaceae) w rzędzie ślazowców
(Malvales). 
Wykaz gatunków
- Sarcolaena codonochlamys Baker
- Sarcolaena delphinensis Cavaco
- Sarcolaena eriophora Thouars
- Sarcolaena grandiflora Thouars
- Sarcolaena humbertiana Cavaco
- Sarcolaena isaloensis Randrian. & J.S.Mill.
- Sarcolaena multiflora Thouars
- Sarcolaena oblongifolia F.Gérard